# المحافظة الشمالية (سريلانكا)
المحافظة الشمالية (بالتاميلية: வட மாகாணம்)‏(بالسنهالية: උතුරු පළාත)‏ هي واحدة من محافظات سريلانكا التسع. تبلغ مساحتها 8,884 كم² وهي بذلك ثالث أكبر محافظة حسب المساحة، ويبلغ عدد سكانها 1,061,315 نسمة وهي بذلك الأقل كثافة سكانية بين كل المحافظات.  
دمجت المحافظة مع المحافظة الشرقية في وحدة إدارية واحدة عُرفت باسم "المحافظة الشمالية الشرقية" في عام 1988 ثم أعيد فصلهما في 2006. أغلب سكان المحافظة تاميل لذا تعرف المحافظة أحيانًا أحيانًا "ببلد تاميل سريلانكا". شهدت المحافظة الشمالية معظم أحداث الحرب الأهلية السريلانكية.

## التاريخ

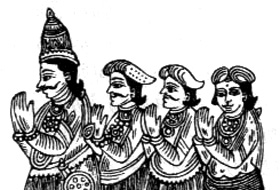
عائلة جفنا المالكة

كانت بعض أجزاء المحافظة الشمالية الحالية تابعة لمملكة جفنا قبل الاستعمار وحكمها أجزائها الأخرى زعماء قبائل فانيار التابعين لمملكة جفنا. خضعت المحافظة للسيطرة البرتغالية ثم الهولندية، فرض البريطانيون سيطرتهم على جزيرة سيلان في عام 1815 وقسموا البلاد إلى إلى ثلاث وحدات عرقية: السنهالية والسنهالية الكاندية والتاميلية، وكانت المحافظة الشمالية تتبع للإدارة التاميلية.
أُلغي التقسيم العرقي في عام 1833 بناء على توصيات لجنة كولبروك كاميرون واستُبدل بإدارة موحدة مقسمة إلى خمس محافظات. كانت إحداها المحافظة الشمالية التي تشكلت من مقاطعات جفنا ومانار ونوفاراكلافيا (التي تقع ضمن مديرية انورادهابورا الحالية) وفاني. نُقلت منطقة نوفاراكلافيا إلى المحافظة الشمالية الوسطى التي أُنشئت حديثًا في عام 1873.
وقعت الهند وسريلانكا اتفاقية في 29 يوليو 1987 نصت على نقل سلطات الحكومة إلى المحافظات ودمج المحافظتين الشمالية والشرقية في وحدة إدارية واحدة مؤقتًا وإجراء استفتاء في المحافظة الشرقية بحلول 31 ديسمبر 1988 لتحديد ما إذا سيستمر الاندماج أو تفصل المحافظتين، إلا أن الاتفاق منح الرئيس السريلانكي صلاحية تأجيل الاستفتاء وفقًا لتقديره.
أقر البرلمان السريلانكي التعديل الثالث عشر لدستور عام 1978 وقانون مجالس المحافظات رقم 42 لعام 1987 في 14 نوفمبر 1987. أصدر الرئيس جونيوس ريتشارد جيوردين أمرًا في 2 و8 سبتمبر 1988 يدمج المحافظتين الشمالية والشرقية تحت إدارة مجلس منتخب واحد وتسمية المحافظة الجديدة باسم "المحافظة الشمالية الشرقية". كان من المفترض أن يكون هذا الإجراء مؤقتًا إلى حين إجراء استفتاء في المحافظة الشرقية لتحديد مصير الدمج. إلا أن الاستفتاء لم يُجرَ أبدًا وواصل الرؤساء السريلانكيون المتعاقبون إصدار قرارات سنوية لتمديد وضع الكيان "المؤقت".
رفض القوميين السنهاليين هذا الدمج، إذ شكّلت المحافظة الجديدة ما يقارب ربع مساحة سريلانكا، أثار هذا الأمر مخاوفهم من احتمال وقوعها تحت سيطرة حركة نمور التاميل المتمردة سواء بشكل مباشر أو غير مباشر. قدّم الحزب السياسي جاناثا فيموكسي بيرامونا في 14 يوليو 2006 ثلاثة التماسات منفصلة إلى المحكمة العليا للمطالبة بإنشاء مجلس إقليمي مستقل للمنطقة الشرقية. قضت المحكمة العليا في 16 أكتوبر 2006 ببطلان القرارات الرئاسية التي تدعم الدمج. أُلغي رسميًا دمج المحافظة الشمالية الشرقية، وأعيد تقسيمها إلى المحافظتين الشمالية والشرقية في 1 يناير 2007.
سيطر نمور التاميل على أجزاء كبيرة من المحافظة الشمالية لسنوات عديدة خلال الحرب الأهلية حتى استعادها الجيش السريلانكي في عام 2009. نفذت حكومة ماهيندا راجاباكسا مشاريع بنية تحتية كبيرة بتكلفة تجاوزت 3 مليارات دولار إلا أن هذه المشاريع لم تخلق فرص عمل جديدة لأبناء المحافظة.
فرض الرئيس ماهيندا راجاباكسا في أواخر عام 2014 حظرًا على سفر الأجانب إلى المنطقة التي كانت ساحة حرب سابقة داخل المحافظة الشمالية. إلا أن الرئيس المنتخب حديثًا مايتريبالا سيريسينا رفع الحظر بعد ثلاث شهور.

## الجغرافيا
تقع المقاطعة الشمالية في شمال سريلانكا وتبعد 22 ميلا (35 كم) فقط عن الهند. يربطها جسر آدم بالبر الرئيسي الهندي. تبلغ مساحتها 8,884 كيلومتر مربع (3,430 ميل2). تشترك في الحدود مع المقاطعة الشمالية الغربية والمقاطعة الشمالية الوسطى والمقاطعة الشرقية.
يبلغ معدل هطول الأمطار السنوي في المناطق الشمالية الغربية والجنوبية الشرقية منها أقل من 1250 ملم. وتشهد المحافظة الشمالية موسمين ماطرين الأول هو موسم الرياح الموسمية الجنوبية الغربية من مايو إلى أغسطس والثاني هو موسم الرياح الموسمية الشمالية الشرقية من نوفمبر إلى فبراير.

## التقسيم الإداري

### المقاطعات
تنقسم المقاطعة الشمالية إلى خمس مقاطعات و34 أمانة مقاطعة و921 مقاطعة جراما نيلادهري.
| المديرية ‏         | عاصمة      | أمانة المديرية | جراما نيلادهري ‏ | المساحة الإجمالية (كم2) | مساحة اليابسة (كم2) | السكان    | الكثافة السكانية (كم2) |
| ----------------- | ---------- | -------------- | --------------- | ----------------------- | ------------------- | --------- | ---------------------- |
| مديرية جافنا ‏     | جفنا       | 15             | 435             | 1,025                   | 929                 | 583,378   | 569                    |
| مديرية كيلينوتشي ‏ | كيلينوتشي ‏ | 4              | 95              | 1,279                   | 1,205               | 112,875   | 88                     |
| مديرية منار ‏      | منار ‏      | 5              | 153             | 1,996                   | 1,880               | 99,051    | 50                     |
| مديرية مولايتيفو ‏ | مولايتيفو  | 6              | 136             | 2,617                   | 2,415               | 91,947    | 35                     |
| مديرية فافونيا ‏   | فافونيا    | 4              | 102             | 1,967                   | 1,861               | 171,511   | 87                     |
| المجموع           | المجموع    | 34             | 921             | 8,884                   | 8,290               | 1,058,762 | 119                    |

### المدن
| المدن           | المديرية ‏       | السكان (تعداد 2012) |
| --------------- | --------------- | ------------------- |
| فافونيا         | مديرية فافونيا ‏ | 99,653              |
| جفنا            | مديرية جافنا ‏   | 88,138              |
| Chavakacheri    | مديرية جافنا ‏   | 41,407              |
| منار، سريلانكا ‏ | مديرية منار ‏    | 35,817              |
| Point Pedro     | مديرية جافنا ‏   | 31,351              |
| فالفتيثوري      | مديرية جافنا ‏   | 27,210              |

## السكان
بلغ عدد سكان المحافظة الشمالية 1,058,762 نسمة في عام 2012. ويشكل التاميل غالبية السكان توجد أقليات كبيرة من المسلمين والسنهاليين. تأثر سكان المحافظة بشدة من الحرب الأهلية التي قتل فيها ما يقرب من 100,000 نسمة. هاجر مئات الآلاف من التاميل السريلانكيين —وربما يصل العدد إلى مليون شخص— أثناء الحرب إلى الدول الغربية وإلى العاصمة كولومبو. جامعة جفنا هي الجامعة الوحيد في المحافظة أسست في عام 1979 وكانت قبل ذلك تابعة لجامعة سريلانكا.

### الأعراق
| السنة      | التاميل     | التاميل     | المسلمون    | المسلمون    | السنهاليون  | السنهاليون  | أخرون       | أخرون       | المجموع   |
| السنة      | العدد       | %           | العدد       | %           | العدد       | %           | العدد       | %           | المجموع   |
| ---------- | ----------- | ----------- | ----------- | ----------- | ----------- | ----------- | ----------- | ----------- | --------- |
| تعداد 1881 | 289,481     | 95.70%      | 10,416      | 3.44%       | 1,379       | 0.46%       | 1,224       | 0.41%       | 302,500   |
| تعداد 1891 | 304,355     | 95.32%      | 11,831      | 3.71%       | 1,922       | 0.60%       | 1,188       | 0.37%       | 319,296   |
| تعداد 1901 | 326,379     | 95.73%      | 11,862      | 3.48%       | 1,555       | 0.46%       | 1,140       | 0.33%       | 340,936   |
| تعداد 1911 | 352,698     | 95.41%      | 12,818      | 3.47%       | 2,890       | 0.78%       | 1,245       | 0.34%       | 369,651   |
| تعداد 1921 | 356,801     | 95.19%      | 13,095      | 3.49%       | 3,795       | 1.01%       | 1,138       | 0.30%       | 374,829   |
| تعداد 1946 | 449,958     | 93.82%      | 18,183      | 3.79%       | 9,602       | 2.00%       | 1,829       | 0.38%       | 479,572   |
| تعداد 1963 | 689,470     | 92.93%      | 30,760      | 4.15%       | 20,270      | 2.73%       | 1,410       | 0.19%       | 741,910   |
| تعداد 1971 | 799,406     | 91.07%      | 37,855      | 4.31%       | 39,511      | 4.50%       | 996         | 0.11%       | 877,768   |
| تعداد 1981 | 1,021,006   | 92.03%      | 50,991      | 4.60%       | 35,128      | 3.17%       | 2,279       | 0.21%       | 1,109,404 |
| تقدير 2000 | بدون بيانات | بدون بيانات | بدون بيانات | بدون بيانات | بدون بيانات | بدون بيانات | بدون بيانات | بدون بيانات | 1,085,478 |
| تقدير 2001 | بدون بيانات | بدون بيانات | بدون بيانات | بدون بيانات | بدون بيانات | بدون بيانات | بدون بيانات | بدون بيانات | 1,111,741 |
| تقدير 2002 | بدون بيانات | بدون بيانات | بدون بيانات | بدون بيانات | بدون بيانات | بدون بيانات | بدون بيانات | بدون بيانات | 1,109,182 |
| تقدير 2003 | بدون بيانات | بدون بيانات | بدون بيانات | بدون بيانات | بدون بيانات | بدون بيانات | بدون بيانات | بدون بيانات | 1,118,753 |
| تقدير 2004 | بدون بيانات | بدون بيانات | بدون بيانات | بدون بيانات | بدون بيانات | بدون بيانات | بدون بيانات | بدون بيانات | 1,131,854 |
| تقدير 2005 | بدون بيانات | بدون بيانات | بدون بيانات | بدون بيانات | بدون بيانات | بدون بيانات | بدون بيانات | بدون بيانات | 1,206,326 |
| تقدير 2006 | بدون بيانات | بدون بيانات | بدون بيانات | بدون بيانات | بدون بيانات | بدون بيانات | بدون بيانات | بدون بيانات | 1,350,961 |
| تقدير 2007 | 1,277,567   | 97.39%      | 20,583      | 1.57%       | 13,626      | 1.04%       | 0           | 0.00%       | 1,311,776 |
| تقدير 2008 | 1,022,431   | 96.90%      | 19,184      | 1.82%       | 13,492      | 1.28%       | 50          | 0.00%       | 1,055,157 |
| تقدير 2009 | 943,312     | 95.68%      | 26,304      | 2.67%       | 16,240      | 1.65%       | 0           | 0.00%       | 985,856   |
| تعداد 2011 | 942,824     | 94.49%      | 32,659      | 3.27%       | 21,860      | 2.19%       | 411         | 0.04%       | 997,754   |
| تعداد 2012 | 993,741     | 93.86%      | 32,364      | 3.06%       | 32,331      | 3.05%       | 326         | 0.03%       | 1,058,762 |

### الدين
| السنة      | الهندوسية | الهندوسية | المسيحية | المسيحية | الإسلام | الإسلام | البوذية | البوذية | أخر   | أخر   | المجموع   |
| السنة      | العدد     | %         | العدد    | %        | العدد   | %       | العدد   | %       | العدد | %     | المجموع   |
| ---------- | --------- | --------- | -------- | -------- | ------- | ------- | ------- | ------- | ----- | ----- | --------- |
| تعداد 1981 | 860,281   | 77.54%    | 169,004  | 14.19%   | 54,534  | 4.92%   | 25,281  | 2.28%   | 304   | 0.03% | 1,109,404 |
| تعداد 2011 | 755,066   | 75.68%    | 187,663  | 18.81%   | 33,185  | 3.33%   | 20,451  | 2.05%   | 1,389 | 0.14% | 997,754   |
| تعداد 2012 | 789,362   | 74.56%    | 204,005  | 19.27%   | 34,040  | 3.22%   | 30,387  | 2.87%   | 968   | 0.09% | 1,058,762 |

## الحكومة والسياسة
جاء أول تمثيل منتخب للمحافظة بعد إصلاحات مانينغ الثانية للمجلس التشريعي في سيلان التي خصصت مقعدًا للمحافظة الشمالية. وانتخب سكان المحافظة ممثلين عنهم بعد إقرار دستور دونومور الذي نص على تمكين الاقتراع العام للبالغين. حاليًا، توجد دائرتان انتخابيتان هما دائرة جفنا الانتخابية ودائرة فاني الانتخابية لفاني اللتان ينتخب منهما 15 عضوًا من أصل 225 عضوًا في البرلمان السريلانكي.
كان يدير كل مديريات سريلانكا وكلاء الحكومة في المحافظات حتى إقرار التعديل الثالث عشر لدستور سريلانكا لعام 1978 وقانون مجالس المحافظات رقم 42 لعام 1987 الذي نص على إنشاء مجلس مديريات في كل محافظة. أُجريت الانتخابات الأولى لمجالس المحافظات في 28 أبريل 1988 في محافظات الشمالية الوسطى والشمالية الغربية وساباراغاموا ويوفا.
أجريت الانتخابات في المحافظة الشمالية الشرقية المدمجة حديثًا في 19 نوفمبر 1988. ولكن زورت قوة حفظ السلام الهندية، التي كانت تسيطر على المحافظة الشمالية الشرقية في ذلك الوقت، الانتخابات في الشمال لصالح جبهة التحرير الثورية الشعبية لإيلام وجبهة إيلام الوطنية للتحرير الديمقراطي—وهي مجموعات شبه عسكرية تدعمها الهند— التي فزات بجميع المقاعد الـ36 في الشمال دون أي منازع. أما في الشرق ففاز المؤتمر الإسلامي السريلانكي بـ17 مقعدًا وجبهة التحرير الوطني التاميلية بـ12 مقعدًا وجبهة إيلام الوطنية للتحرير الديمقراطي بـ5 مقاعد وحصل الحزب الوطني المتحد على مقعد واحد. وأصبح أنامالاي فاراتاراجا بيرومال من جبهة التحرير الثورية لتحرير الجبهة الوطنية في 10 ديسمبر 1988 أول رئيس وزراء لمجلس المحافظة الشمالية الشرقية.
قدم بيرومال اقتراحًا في مجلس المحافظة الشمالية الشرقية يُعلن فيه استقلال إيلام التاميلية وقتما كانت القوات الهندية لحفظ السلام تستعد للانسحاب من سريلانكا في 1 مارس 1990.
كانت أجزاء من المحافظات الشمالية الشرقية تحت سيطرة حركة نمور التاميل التي ذكرت صحيفة صنداي أوبزرفر المملوكة للحكومة السريلانكية أنها منعت الحكومة من إجراء الانتخابات في تلك المناطق. كانت الحكومة المركزية تحكم الشمال الشرقي حتى مايو 2008، عندما أُجريت الانتخابات في المنطقة الشرقية المفصلة تلتها انتخابات في المحافظة الشمالية في سبتمبر 2013. أدى جيه. إيه. تشاندراسيري اليمين الدستورية ليصبح حاكم المحافظة الشمالية في 12 يوليو 2009 وعيين سي. في. فيجنيسواران رئيسًا لوزراء المحافظة الشمالية بعد انتخابات مجلس المحافظة في 2013.

## الاقتصاد

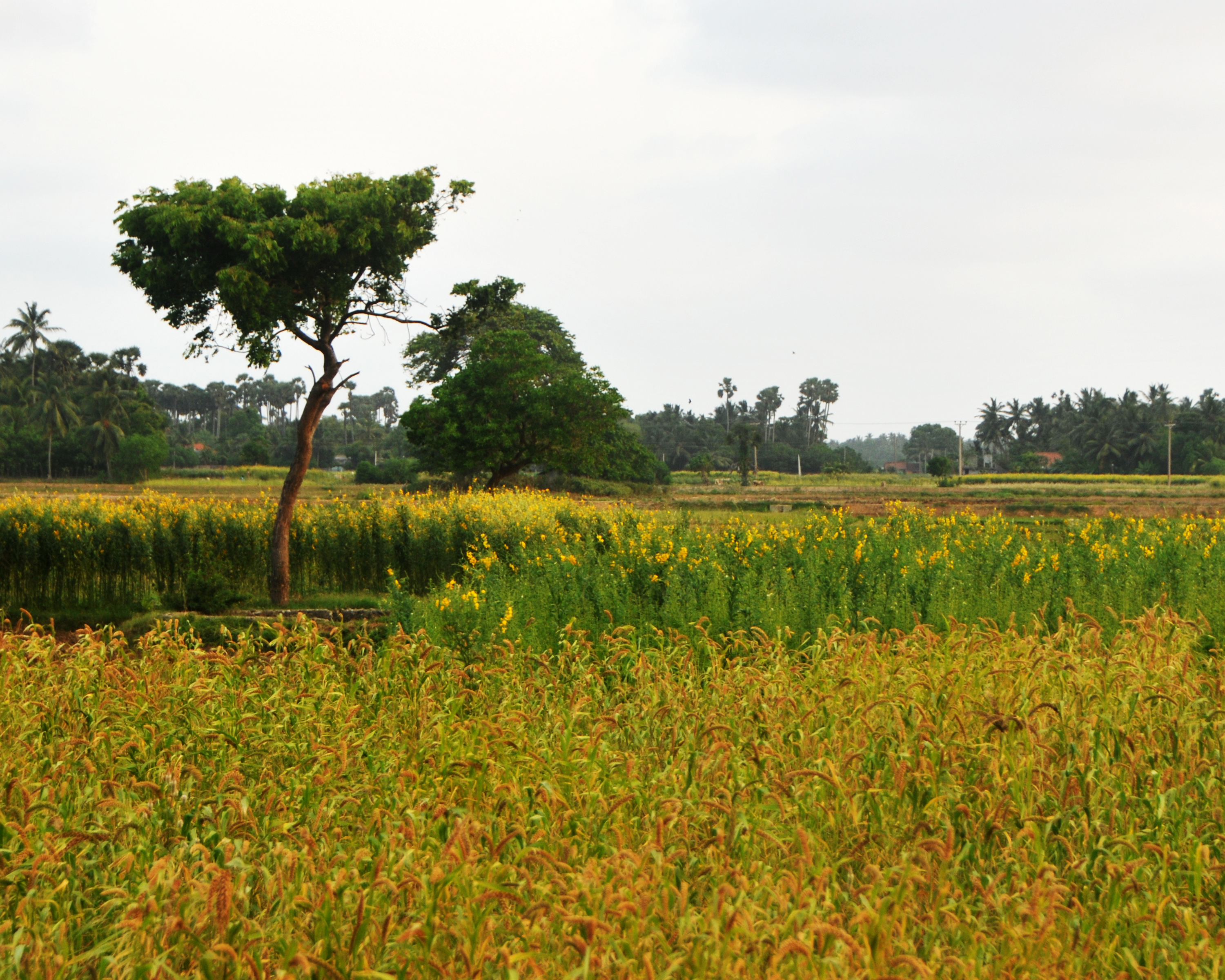
أرض زراعية في كاندروادي

غالبية سكان المحافظة الشمالية يكسبون رزقهم من الزراعة والصيد وقطاع الخدمات. قبل الحرب الأهلية، كانت صناعات الأسمنت والكيماويات وصيد الأسماك تساهم في الاقتصاد قبل الحرب الأهلية لكنها تدهورت بعدها. يعاني نحو ثلث السكان من البطالة، فالعديد من السكان يعملون في وظائف غير مستقرة وغير رسمية. لكن يدعم مهاجرو المحافظة أسرهم وبالتبعية اقتصاد المحافظة. بدأ الاقتصاد ينتعش مع فوز مايثريبالا سيريسينا بالرئاسة واهتماهه برفع القيود على زيارة الأجانب وتطوير ميناء كانكيسانثوراي ومطار بالالي وبناء المستشفيات والمدارس ومرافق تدريب مهني في جفنا. بدأت الاستثمارات تتدفق إلى صناعات متنوعة مثل مصانع الأسمنت والفنادق والمصانع ومحطات الطاقة. وظفت صناعة الملابس 7,917 شخصًا في مصانع فافونيا وكيلينوتشي ومنار ومولايتيفو في عام 2018 بقيمة استثمار بلغت 65 مليون دولار أمريكي.
مساهمة المحافظة الشمالية في الناتج المحلي الإجمالي هي الأدنى بين المحافظات فساهمت بحوالي 3.5٪ فقط من إجمالي الناتج المحلي في عام 2015. غير أنها تسجل معدل نمو اسمي للناتج المحلي الإجمالي بنسبة 12.1٪ في نفس العام، وهي بذلك من أسرع المحافظات نموًا. القطاع الزراعي عمود اقتصاد المحافظة إذ يشكل 25.9٪ من الاقتصاد يليه قطاع التجارة بنسبة 19.3٪ ويشكل قطاع الخدمات 31.2٪ من إجمالي الأنشطة الاقتصادية في المحافظة.
الناتج المحلي الإجمالي للمحافظة بالكرور روبية.
| السنة | الناتج المحلي الإجمالي | النسبة من اقتصاد سريلانكا |
| ----- | ---------------------- | ------------------------- |
| 2001  | 29,490                 | ▲ 2.37%                   |
| 2002  | 37,400                 | ▲ 2.67%                   |
| 2003  | 43,123                 | ▲ 2.76%                   |
| 2004  | 52,988                 | ▲ 2.94%                   |
| 2005  | 64,004                 | ▲ 3.05%                   |
| 2006  | 72,722                 | ▼ 2.93%                   |

## النقل

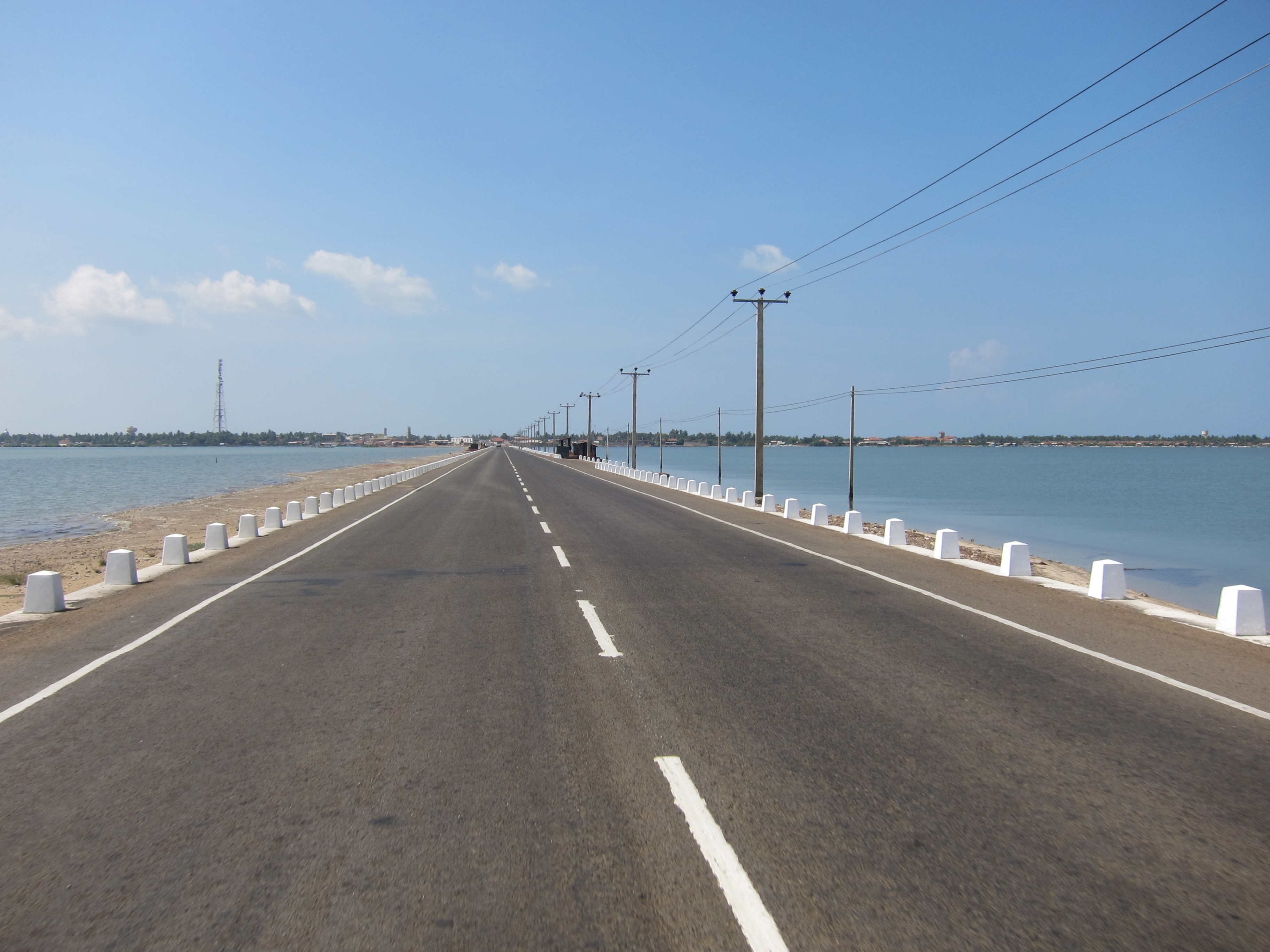
جسر يربط البر الرئيس بجزيرة منار

دمرت خطوط السكك الحديدية بين فافونيا وجفنا وكانكيسانثوراي، وبين ميدواتشيا وتالايمانار خلال الحرب الأهلية. حاليًا يبنى كلا الخطين لاستعادة الشبكة الأصلية وتحديث تقنيات التشغيل المستخدمة. قطاع الطيران في المحافظة متخلف نسبيًا. مطار جفنا الدولي هو المطار الرئيسي في المنطقة، وكان في الماضي مطارًا دوليًا يقدم خدمات منتظمة إلى كولومبو وتيريوشيراببالي في الهند، ثم أعيد تحويله إلى مطار دولي مرة أخرى بمساعدة الهند.

## روابط خارجية
- Northern Provincial Council